# Europeiska ungdomseventet
Europeiska ungdomseventet (engelska: European Youth Event, EYE) är ett evenemang startat och arrangerat av Europaparlamentet sedan 2014, med målet att stimulera ett aktivt medborgarskap bland unga européer.
Evenemanget äger rum vid Eurpaparlamentets säte i Strasbourg vartannat år, och samlar tusentals ungdomar mellan 16 och 30 år för att delta i diskussioner om olika ämnen med beslutsfattare och talare inom en rad olika professioner. Evenemanget har ägt rum fem gånger (samt en gång online), första gången 9–11 maj 2014, därefter 20–21 maj 2016, 1–2 juni 2018, maj 2020 (online), 9–10 oktober 2021 och 9–10 juni 2023.

## Målsättning
Målet är att erbjuda en möjlighet för unga européer att göra sina röster och åsikter om EU:s framtid och andra viktiga frågor hörda. Dessutom ger evenemanget EU-politiker en insyn i vilka frågor som berör de yngre generationerna.

## EYE-rapporten
För att kunna samla in och belysa de idéer och förslag som deltagarna kommer med skrev några unga journalister, koordinerat av European Youth Press, rapporter från 2014 och 2016 års upplagor. Rapporterna förmedlades därefter till ledamöterna av Europaparlamentet som inspiration för framtida lagstiftning.

## Hearings
Under de månader som följer efter varje evenemang presenterar tidigare deltagare de mest konkreta idéerna från rapporterna till ett urval av Europaparlamentets parlamentariska kommittér i Bryssel.
Under dessa hearings får parlamentarikerna föra en dialog med de tidigare deltagarna och ge feedback på vilka idéer de stödjer och planerar att implementera i framtiden, eller vilka de inte stödjer.

## Upplagor
EYE2014: Ideas for a better Europe
2014 ägde evenemanget rum för första gången, och samlade ungefär 5 000 unga européer mellan 16 och 30 år gamla, 400 talare och många stödpartners och ungdomsföreningar som kom till Europaparlamentet i Strasbourg 9−11 maj 2014 för att delge sina idéer och tankar på en rad ungdomsrelaterade frågor. De fem temana under EYE2014 var ungdomsarbetslöshet, den digitala revolutionen, hållbarhet, europeiska värderingar och EU:s framtid.
EYE2016: Together we can make a change
Den andra upplagan ägde rum 20–21 maj 2016. 7 500 deltagare från hela Europa diskuterade områden som rymden, innovation, klimatförändringar, migration och demokrati. De fem huvudtemana var krig och fred, perspektiv på en fredlig planet, apati eller deltagande, exklusion eller tillgång, att bemöta ungdomsarbetslöshet, stagnation eller innovation och kollaps eller framgång.
EYE2018: The plan is to fan this spark into a flame
Den tredje upplagan ägde rum 1–2 juni 2018 och hade cirka 8 000 deltagare som diskuterade fem huvudteman: rika och fattiga, unga och gamla, åtskildhet och gemenskap, trygghet och hot, lokal och global.
EYE2020: Online 
Denna upplaga ägde rum i maj 2020 och ordnades på grund av covid-19-pandemin online. En rad olika ämnen, bland annat mental hälsa, vaccination och framtidens utbildning och arbete, diskuterades.
EYE2021: The future is ours
Ägde rum den 8–9 oktober 2021 och hade temat "Framtiden är vår". Cirka 5 000 deltagare var på plats och omkring 5 000 till deltog digitalt.
EYE2023
Hölls den 9–10 juni 2023 och hade cirka 8 500 deltagare i Strasbourg och fler online. 